# Помечино
Помечино (пол. Pomieczyno, нім. Pomietschin) — село в Польщі, у гміні Пшодково Картузького повіту Поморського воєводства.
Населення — 581 особа (2011).
У 1975-1998 роках село належало до Гданського воєводства.

## Демографія
Демографічна структура станом на 31 березня 2011 року:
|          | Загалом | Допрацездатний вік | Працездатний вік | Постпрацездатний вік |
| -------- | ------- | ------------------ | ---------------- | -------------------- |
| Чоловіки | 295     | 77                 | 202              | 16                   |
| Жінки    | 286     | 78                 | 169              | 39                   |
| Разом    | 581     | 155                | 371              | 55                   |